# Upstairs (1919)
Upstairs is een Amerikaanse filmkomedie uit 1919 onder regie van Victor Schertzinger.

## Verhaal
Elsie MacFarland werkt als keukenmeid in een luxehotel. Ze droomt van het mooie leven tussen de rijke en hoogstaande gasten, die in het hotel dineren en dansen. Als ze daar uiteindelijk terechtkomt, wachten haar problemen om elke hoek.

## Rolverdeling
| Acteur           | Personage        |
| ---------------- | ---------------- |
| Mabel Normand    | Elsie MacFarland |
| Cullen Landis    | Lemuel Stallings |
| Hallam Cooley    | Harrison Perry   |
| Edwin Stevens    | Detective Murphy |
| Robert Bolder    | Chef Henri       |
| Charles A. Post  | Souschef         |
| Colin Kenny      | George           |
| Beatrice Burnham | Eloise Barrison  |
| Frederick Vroom  | James Barrison   |
| Kate Lester      | Mevrouw Barrison |